# 嗜热分支杆菌属
嗜热分支杆菌属為梭菌目梭菌科的一属革兰氏阳性菌。栖息于人为产生的热环境（如堆肥）和地热环境（热泉及沉积物），也生活在mesobiotic淡水沉积物中。此属的模式种为快生嗜热分支杆菌(Thermobrachium celere)。

## 下属物种
- 快生嗜热分支杆菌 Thermobrachium celere Engle et al. 1996